# Capela de Nossa Senhora da Conceição (Posto Santo)
A Capela de Nossa Senhora da Conceição é um templo cristão localizado na freguesia açoriana do Posto Santo, concelho de Angra do Heroísmo, ilha Terceira, Arquipélago dos Açores, Portugal. Tem estrutura retangular de madeira pintada de branco, com planta reta e eixo definido por quatro colunas torcidas, que se assentam em consolas e se prolongam em quatro arquivoltas com tímpano com decoração vegetal. No centro, seu nicho arqueado é flanqueado por colunas menores, semelhantes às do eixo, rodeadas por molduras de acantos com uma coroa sustentada por anjos.